# The Delicate Prey and Other Stories
The Delicate Prey and Other Stories ist eine 1950 erschienene Sammlung von Kurzgeschichten des amerikanischen Schriftstellers Paul Bowles (1910–1999).

## Publikationsgeschichte
The Delicate Prey and Other Stories ist die erste Kurzgeschichtensammlung Bowles, doch die meisten der Geschichten waren zuvor schon in mehr oder minder obskuren Avantgardezeitschriften erschienen. 1950 erschien die Sammlung im Verlag Random House, 1952 dann in einer Taschenbuchausgabe bei Signet, von der sich rund 200.000 Exemplare verkauften. In Großbritannien erschien die Sammlung 1950 zunächst unter dem Titel A Little Stone bei John Lehmann. Die namensgebende Kurzgeschichte The Delicate Prey sowie Pages from Cold Point fehlten in dieser Ausgabe; Cyril Connolly und William Somerset Maugham hatten Lehmann von einer Publikation abgeraten, da sie wahrscheinlich von der Zensur kassiert würden oder zumindest in keinem Fall den Publikumsgeschmack treffen würden; in Großbritannien erschien die komplette Sammlung so erst 1968.

## Themen und Motive
Bowles widmete den Band seiner Mutter, die ihm in jungen Jahren als erste die Kurzgeschichten Edgar Allan Poes vorgelesen habe. Viele der Geschichten Bowles lassen sich so auch als Horrorgeschichten klassifizieren und sind von teils extremer Gewalt geprägt, berüchtigt ist insbesondere die grausamen Verstümmelungen in The Delicate Prey und A Distant Episode. Schauplatz der Handlung ist zumeist das tropische Südamerika oder die maghrebinische Sahara (Bowles lebte ab 1947 im marokkanischen Tanger).
Ein weiteres prägendes Thema ist die recht unverblümte Darstellung von Homosexualität in mehreren Geschichten (wie The Echo). Diese Thematik war es, die Maugham und Connolly mehr noch als die Gewaltdarstellungen befürchten ließ, dass der Band in Großbritannien zensiert oder verboten würde, zumal sie auch in Verbindung mit sexueller Gewalt (in The Delicate Prey) oder Inzest (Pages from Cold Point) auftritt.

## Inhaltsverzeichnis
Der Sammelband enthält folgende Geschichten:
- At Paso Rojo, dt. „Im Paso Rojo“
- Pastor Dowe at Tacaté, dt. „Pastor Dowe in Tacaté“
- Call at Corazón, dt. „Zwischenhalt in Corazón“
- Under the Sky, dt. „Unter dem Himmel“
- Señor Ong and Señor Ha, dt. „Señor Ong und Señor Ha“
- The Circular Valley, dt. „Das runde Tal“
- The Echo, dt. „Das Echo“
- The Scorpion, dt. „Der Skorpion“
- The Fourth Day out from Santa Cruz, dt. „Vier Tagesreisen von Santa Cruz“
- Pages from Cold Point, dt. „Blätter aus Cold Point“
- You Are Not I, dt. „Du bist nicht ich“
- How Many Midnights, dt. „Wie oft um Mitternacht“
- A Thousand Days to Mokhtar, dt. „Tausend Tage für Mokhtar“
- Tea on the Mountain, dt. „Tee auf dem Berg“
- By the Water, dt. „Am Wasser“
- The Delicate Prey, dt. „Die leichte Beute“
- A Distant Episode, dt. „Eine ferne Episode“

## Ausgaben
- Paul Bowles: The Delicate Prey and Other Stories. Random House, New York 1950.
- Paul Bowles: The Delicate Prey and Other Stories. In: Paul Bowles: Collected Stories and Later Writings. Library of America, New York 2002. ISBN 978-1-93108220-4

## Sekundärliteratur
- Wayne Pounds: Paul Bowles and 'The Delicate Prey': The Psychology of Predation. In: Revue belge de philologie et d'histoire 59:3, 1981. S. 620–633.